# Cajazeirinhas
Cajazeirinhas is een gemeente in de Braziliaanse deelstaat Paraíba. De gemeente telt 3.168 inwoners (schatting 2009).
De gemeente grenst aan Pombal, São Bentinho, Condado (Paraíba), Catingueira, Emas, Coremas en Pombal (Paraíba).